# العشب البري
العشب البري هو فيلم من نوع دراما صدر عام 2009. الفيلم من إخراج آلان رينيه، وسيناريو من كتابة آلان رينيه وثنائي الكتابة Laurent Herbiet ‏ وChristian Gailly ‏.

## القصة
تدور أحداث الفيلم حول...

## طاقم العمل
- الإخراج: آلان رينيه
- السيناريو: آلان رينيه وLaurent Herbiet  [لغات أخرى]‏ وChristian Gailly [الإنجليزية]‏
- التوزيع: ستوديو كنال

## الجوائز
يمكن إضافة معلومات عن الجوائز التي نالها الفيلم إذا توفرت.

## القصة
قصة الفيلم الرئيسية حول الطيران.

## طاقم التمثيل
- سابيني أزيما
- Rosine Cadoret  [لغات أخرى]‏
- ميشيل فيلرموز
- إيمانويلي ديفوس
- روجر بيير
- إدوارد باير
- ساره فوريستير
- دومينيك رزان  [لغات أخرى]‏
- دوروثي بلانك
- فرانسواز جيلارد  [لغات أخرى]‏
- جان ميشيل ريبس
- Olivier Martinaud  [لغات أخرى]‏
- ستيفان غودين  [لغات أخرى]‏
- فاليري كاتس
- ماثيو امالريك
- آن كونسيجني
- آني كرودي [الإنجليزية]‏
- أندريه دوسولير
- بول كراوشيت [الإنجليزية]‏
- نيكولا ديفاوشيلي

## الإنتاج
موسيقى الفيلم التصويرية كانت من تأليف مارك سنو.

## وصلات خارجية
- العشب البري على موقع IMDb (الإنجليزية)
- العشب البري على موقع ميتاكريتيك (الإنجليزية)
- العشب البري على موقع الموسوعة البريطانية (الإنجليزية)
- العشب البري على موقع روتن توميتوز (الإنجليزية)
- العشب البري على موقع نتفليكس (الإنجليزية)
- العشب البري على موقع ألو سيني (الفرنسية)
- العشب البري على موقع Turner Classic Movies (الإنجليزية)
- العشب البري على موقع أول موفي (الإنجليزية)
- العشب البري على موقع بوكس أوفيس موجو (الإنجليزية)
- العشب البري على موقع فيلمافينيتي (الإسبانية)